# Rhynchoribates grandis
Rhynchoribates grandis är en kvalsterart som beskrevs av Hammer 1961. Rhynchoribates grandis ingår i släktet Rhynchoribates och familjen Rhynchoribatidae. Inga underarter finns listade i Catalogue of Life.